# Wacław Orłowski
Wacław Orłowski est un lutteur polonais né le 5 janvier 1945.

## Palmarès

### Championnats du monde
- Médaille de bronze en 1967 à Bucarest (Roumanie).